# Alciphila vulgaris
Alciphila vulgaris är en svampart som beskrevs av Harmaja 2002. Alciphila vulgaris ingår i släktet Alciphila, divisionen sporsäcksvampar och riket svampar.   Inga underarter finns listade i Catalogue of Life.